# Parafia Wniebowzięcia Najświętszej Maryi Panny w Kraśnem
Parafia Wniebowzięcia Najświętszej Maryi Panny w Kraśnem – rzymskokatolicka parafia znajdująca się w archidiecezji mińsko-mohylewskiej, w dekanacie mołodeczańskim, na Białorusi.

## Historia
Parafia powstała przed 1500 w sąsiedniej Plebanii. W I poł. XIX w. wybudowano kościół pw. Wniebowstąpienia NMP. W 1864 w ramach represji popowstaniowych został on zamieniony przez władze carskie na cerkiew prawosławną (powstańcy przetrzymywali w kościele broń). W latach 1908–1912 zbudowano obecny kościół w Kraśnem. W 1911 został on poświęcony przez dziekana wileńskiego ks. Antoniego Czerniawskiego. W 1912 konsekrowany.
W 1921 kościół w Plebanii powrócił do katolików i tam została przeniesiona parafia. Przy kościele w Kraśnych istniał rektorat. Przed II wojną światową parafia należała do dekanatu mołodeczańskiego archidiecezji wileńskiej.
W 1939 proboszcz Plebanii i dziekan mołodeczański ks. Karol Lubianiec został mianowany wikariuszem generalnym części archidiecezji wileńskiej, która znalazła się na obszarze Białoruskiej Socjalistycznej Republiki Radzieckiej. 22 lipca 1942 został aresztowany przez Niemców za pomoc Żydom lub w ramach akcji wymierzonej przeciw polskiej inteligencji. Data i miejsce jego śmierci są nieznane.
Po wojnie komuniści zamknęli świątynie w Plebanii. Kościół w Kraśnem, jako jeden z nielicznych w regionie, pozostawał otwarty przez cały okres komunizmu. Przyjeżdżali tu pozbawieni kapłana katolicy z odległych rejonów, w tym z Mińska, gdzie nie było czynnego kościoła.
Po upadku Związku Radzieckiego i przywróceniu innych parafii, znaczenie parafii w Kraśnem spadło. W 1996 kościół w Plebanii został przekazany przez władze prawosławnym.